# Roman Müller-Böhm

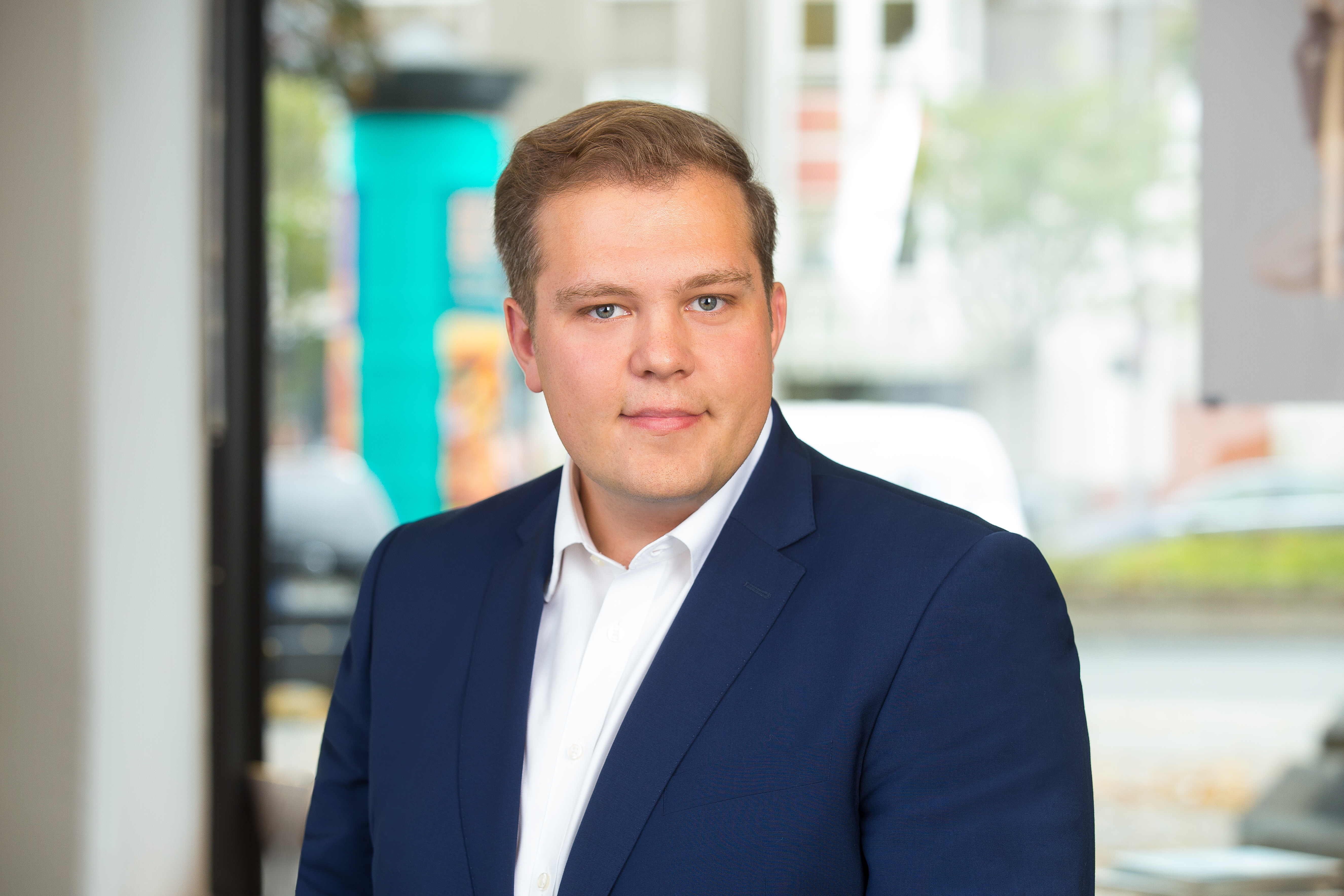
Roman Müller-Böhm, 2017

Roman Müller-Böhm (* 12. Dezember 1992 in Essen) ist ein deutscher Politiker (FDP). Er war von 2017 bis 2021 Mitglied des Deutschen Bundestages. Er war der jüngste Abgeordnete im 19. Deutschen Bundestag.

## Leben
Müller-Böhm legte 2012 sein Abitur an der Luisenschule in Mülheim an der Ruhr ab. Er studiert seitdem Rechtswissenschaften in Bochum.
Von 2010 bis 2013 war er Mitglied im Jugendstadtrat von Mülheim an der Ruhr; anschließend gehörte er bis 2017 als sachkundiger Bürger der FDP-Stadtratsfraktion an. Von 2014 bis 2017 war Müller-Böhm Mitglied im Landesvorstand der Jungen Liberalen Nordrhein-Westfalen.
Zur Bundestagswahl 2017 trat er für die FDP im Bundestagswahlkreis Oberhausen – Wesel III an und wurde über Platz 18 der Landesliste der FDP Nordrhein-Westfalen in den 19. Deutschen Bundestag gewählt. Seit der konstituierenden Sitzung vom 24. Oktober 2017 ist er dort der jüngste der 709 Abgeordneten.
Im Februar 2018 wurde Müller-Böhm zum Kreisvorsitzenden der FDP in Oberhausen gewählt.
Seit seinem Ausscheiden aus dem Deutschen Bundestag 2021 ist er als Politik- und Unternehmensberater tätig.

## Parlamentarische Tätigkeit
Bei der Bundestagswahl 2017 zog Müller-Böhm über die Landesliste der FDP Nordrhein-Westfalen in den 19. Deutschen Bundestag ein. Er war der jüngste Abgeordnete dieser Legislaturperiode.
Im Bundestag war Müller-Böhm Mitglied und Obmann der FDP-Fraktion im Ausschuss für Recht und Verbraucherschutz sowie im Tourismusausschuss. Zudem gehörte er als stellvertretendes Mitglied dem Wahlausschuss an.

## Kontroversen
Mit seinem Einzug in den Bundestag 2017 geriet er das erste Mal öffentlich in Kritik. Er habe in seiner damaligen Funktion als Schatzmeister der Jungen Liberalen Nordrhein-Westfalen Aufträge an sein eigenes Unternehmen vergeben, ohne Ausschreibungen durchzuführen und dies für die Mitglieder transparent darzustellen.
Im Dezember 2019 berichten die deutschen Medien, dass sich Bundestagsabgeordnete in allen Fraktionen sogenannte „Likes“, positive Reaktionen von Nutzern auf Beiträge in Social-Media-Netzwerken, gekauft haben. Die Tagesschau berichtet hierbei exemplarisch explizit über Roman Müller-Böhm. Er habe sich diesem seitens Facebook verbotenen Verfahren bedient, um höhere Reichweiten zu generieren.
Die Oberhausener FDP-Ratsgruppe ging im September 2019 offiziell auf Distanz zum von Müller-Böhm geführten Kreisverband und gab sich für den Rest der Wahlperiode den Namen „Freie Demokraten 14/20 im Rat der Stadt Oberhausen“. Beim Kreisparteitag am 25. Januar 2020 scheiterte Amtsvorgängerin Regina Boos mit dem Versuch, durch ihre Gegenkandidatur Müller-Böhm als Kreisvorsitzenden abwählen zu lassen.